# Renate (Novelle)
Renate ist eine 1878 erschienene Novelle von Theodor Storm. Im Mittelpunkt des Werkes stehen der Pfarrerssohn Josias und Renate, die Tochter eines reichen Bauern aus Schwabstedt. Die beiden verlieben sich ineinander, doch ein von Aberglaube bestimmtes Religionsverständnis führt dazu, dass sich das Paar entfremdet.

## Hintergrund
Renate gewährt Einblicke in die Dichterwerkstatt Storms wie kaum ein anderes Werk. Aus seinem Briefverkehr mit Freunden und anderen Schriftstellern geht hervor, dass er sich eingehend mit der Chronik Husums und nahe gelegener Dörfer beschäftigt hat. Mittels dieser Aufzeichnungen habe er sich die Geschichten in seiner Phantasie ausgedacht.
Besonders viel hat Theodor Storm aus Bilder aus dem Predigerleben der Vorzeit von Pastor Hans Nicolai Andreas Jensen  übernommen. Diese sind schon 1850 und 1851 in Karl Biernatzkis Volksbüchern erschienen, an denen Storm selbst mitgearbeitet hat. Dies beweist, dass Grundlagen der Novelle Jahrzehnte zurückliegen.
In dieser Vorlage sind die groben Züge der Handlung vorhanden. Es geht um den Sohn eines Pastors, der eine Bauerntochter zur Frau nehmen möchte. Im Prinzip spricht nichts gegen die Vermählung, doch der Pastor hegt den Verdacht, dass die Familie des Mädchens sich mit der Schwarzen Kunst abgebe.
Als weitere Quellen verwendete Theodor Storm die Husumische Kirchen- und Schulhistorie von Johann Melchior Kraft sowie Laß' Nachrichten. Des Weiteren bezog er sich auf eigene Beobachtungen und Erlebnisse.
Von November 1877 bis Februar des nächsten Jahres arbeitete Storm an der Novelle. Im April 1878 erschien sie erstmals im 15. Band der Deutschen Rundschau unter dem Titel Renate. Noch im selben Jahr erschienen zwei Buchausgaben. 1886 wurde Renate in die Novellensammlung Vor Zeiten aufgenommen.

## Inhalt
Der Rahmenerzähler berichtet aus seiner frühen Kindheit, als er manchmal das unweit gelegene Schwabstedt besucht hat. „Sage und halb erloschene Geschichte“ haben dort viel aus vergangenen Zeiten erzählt, vor allem hat ihn ein stattlicher Bauernhof interessiert. Eine alte Bewohnerin hat behauptet, hier habe früher eine Hexe gelebt.
Jahre später findet der Rahmenerzähler in einer Schublade seines Großvaters ein Heft, in dem die Geschichte der „Schwabstedter Hexe“ beschrieben ist.

### Erster Teil der Binnenhandlung
Theodor Storm hat die Binnenhandlung in zwei Teile gegliedert. Im ersten berichtet der Erzähler Josias, wie er Renate kennenlernt.
Josias beschreibt seine dürftige Herkunft: Sein Vater ist Diakon, zweiter Prediger, in Schwesing und kann gerade die Familie ernähren. Trotzdem kann Josias die Lateinschule in Husum besuchen.
Als er sonntagabends von zuhause in die Stadt zurückkehrt, setzt er sich zum Ausruhen in eine Kirche. Josias schläft ein und als er wieder aufwacht, ist er in dem Gebäude eingesperrt. Eine Tür wird geöffnet, er will darauf zugehen, doch da attackiert ihn plötzlich ein Hund. Josias merkt noch, wie ein junges Mädchen den Hund zurückpfeift, bevor er das Bewusstsein verliert.
Der Küster bringt ihn zur Wirtin, die ihn wieder gesund pflegt. Von dem Mädchen erfährt er nichts mehr.
Die Erzählung geht fünf Jahre später weiter. Josias ist inzwischen Student der Theologie. Sein Vater ist als Pfarrer in Schwabstedt tätig. In den Ferien zieht Josias in den neuen Wirkungsort seines Vaters, der ihm bisher völlig unbekannt gewesen ist.
Bei einem Dorffest trifft er wieder das Mädchen, das ihn einst vor dem Hund bewahrte. Er erfährt, dass sie Renate heißt und dass ihr Vater der Hofbauer eines stattlichen Hofes in Schwabstedt ist. Sie stellt Josias ihrem Vater vor, der den jungen Mann einlädt, auf seinen Hof zu kommen.
Am nächsten Tag besucht Josias den Hofbauern. Er ist ein gern gesehener Gast und wird gut aufgenommen. Renate erzählt ihm von dem frühen Tod ihrer Mutter und dass ihr Vater an Asthma leide.
Der weitere Verlauf der Beziehung wird sehr kurz geschildert. Der Rahmenerzähler blendet sich wieder ein und erklärt, die Handschrift sei hier lückenhaft und teilweise unleserlich. Er fasst das, was er erkennen kann in wenigen Sätzen zusammen, und setzt anschließend die Erzählung fort.

### Zweiter Teil der Binnenhandlung
Im zweiten Teil schildert Josias, wie es dazu kommt, dass die abergläubischen Dorfbewohner Renate als Hexe ansehen.
Im Herbst besucht der fanatische Pastor Petrus Goldschmidt den Vater von Josias. Dieser löst durch seine Reden im Volk Unruhe und Furcht vor Hexerei aus.
Gerade zu dieser Zeit enden für Josias die Ferien und er zieht nach Halle, um dort sein Studium zu vollenden. In der letzten Nacht vor seiner Abreise besucht er Renate. Dabei spricht sie aus, wie die anderen Dorfbewohner aus Neid ihren Vater verachten: „Aber ich weiß gar wohl, was sie von meinem Vater reden, ich weiß es gar wohl! Aber ich hasse sie, das dumm und abergläubig Volk!“
Am nächsten Tage begleitet der wenig erwünschte Dorfschneider Josias. Er berichtet von allerlei Gerüchten, vor allem vom Hofbauern. Diesem wird nachgesagt, dass er mit dem Teufel in Verbindung stehe.
Ein paar Monate später erhält Josias einen Brief von seinem Vater. Darin berichtet er von dem merkwürdigen Tod des Hofbauern, der in der Nacht während eines Asthmaanfalles wohl ins Moor gegangen ist. Die Leiche des Hofbauern ist nirgendwo aufzufinden. Das Volk glaubt, der Teufel habe den Bauern geholt. Genährt wird dieser Aberglaube von allerlei Spuk, der sich nun im Moor abspielt.
Nach der Vollendung seiner Studien kehrt Josias als Hilfsgeistlicher seines Vaters nach Schwabstedt zurück. Bei einer Messe kommt es dazu, dass er Renate die Kommunion überreicht. Sie empfängt die Hostie und nimmt den Kelch. Sie lässt die Oblate dabei aus ihrem Mund fallen. Josias stellt sie nach der Messe zur Rede. Sie erklärt, ihr habe davor gegraut, aus demselben Kelche zu trinken wie die greisen Leute vor ihr, und dabei sei ihr die Hostie aus dem Munde gefallen: „‚O die armen alten Leute!‘ rief sie. ‚Ich weiß, es war eine Sünde! Aber da ich ihr Antlitz sahe, […] da schauderte mich, daß ich mit ihnen aus einem Kelche trinken sollte, und die heilige Hostie entfiel meinen Lippen in den Staub. […]‘“
Josias glaubt Renate nicht und geht davon aus, dass sie dem Unglauben verfallen ist. So folgt er der Forderung seines Vaters „Des Hofbauren Haus ist keines, daraus der Diener Gottes sich das Weib zur Ehe nehmen soll!“ und gibt ihm, als dieser im Sterben liegt, das Versprechen, niemals Renate zu heiraten.
Am Sonntagnachmittag darauf bemerkt Josias, wie einige Dorfleute eine Frau als Hexe im Bach ertränken wollen. Er erkennt Renate und bemüht sich, sie zu befreien. Als er dabei verletzt wird, lassen die Leute Renate los und verschwinden.
Am nächsten Tage begibt Josias sich nach Schleswig, um sich um ein anderes Amt zu bewerben. Schließlich erhält er eine Stelle weit entfernt von Schwabstedt, wo er noch 20 Jahre nach besten Kräften wirkt. Renate sieht er während dieser Zeit nicht mehr.

### Begleitbrief
Ein paar Jahre später durchsucht der Rahmenerzähler erneut die Schublade seines Großvaters und findet darin ein Schreiben von einem gewissen Pastor Jensen. Offensichtlich handelt es sich um den Begleitbrief zu dem Hefte. Darin sind die letzten Jahre des Josias beschrieben.
Nachdem Josias aus gesundheitlichen Gründen vorzeitig in den Ruhestand getreten ist, lebt er zusammen mit seinem Vetter, dem Pastor in Ostenfeld. Beide leben in Eintracht und glauben „an Teufelsbündnisse und schwarze Kunst“.
Ferner berichtet der Rahmenerzähler, dass Josias sich gegen Ende seines Lebens von seinem Glauben an einen Teufel gelöst habe. Seinen Sinneswandel habe er mit den Worten erklärt: „Aus meiner Jugend tritt ein Engel auf mich zu.“
Bald darauf verbreitet sich in dem Dorfe das Gerücht, dass während der Sonntagsmesse, der Josias wegen seiner schlechten Gesundheit nicht mehr folgen kann, eine Frau in das Dorf geritten komme, um Josias zu besuchen, während der Pastor die Messe hält.
Eines Sonntags kommt der Pastor von der Messe heim und findet Josias tot vor. Es heißt nun, die Hexe von Schwabstedt sei für den Tod verantwortlich.
Der Brief endet mit: „Wir aber, wenn Du alles nun gelesen, Du und ich, wir wissen besser, was sie war, die seinen letzten Hauch ihm von den Lippen nahm.“